# SMS Yorck (1904)
Крейсер «Йорк» (нем. SMS Yorck) — броненосный крейсер одноимённого типа последний корабль из серии броненосных крейсеров, построенных для имперского германского флота. Корабль был назван в честь прусского фельдмаршала Людвига Йорка. Крейсер был заложен в 1903 году на верфи «Блом унд Фосс» в г. Гамбург, строительство было закончено в ноябре 1905 года и обошлась в 16.241 тыс. марок. Вес крейсера составлял 9.875 тонн. Корабль был вооружён главной батареей из четырёх орудий калибра 21 см (8,3 дюйма). Максимальная скорость крейсера составляла 20, 4 узла (37,8 км/ч).
Корабль не прослужил долго. Первые семь лет крейсер служил в составе флота, после чего он был снят со службы и отправлен в резерв. С началом Первой мировой войны крейсер был реактивирован и вернулся к службе. При возвращении после обстрела Ярмута 3-4 ноября 1914 года команда ошиблась в навигации из-за плотного тумана, крейсер налетел на германское защитное минное поле и быстро затонул, погубив множество членов команды. Историки по-разному оценивают число жертв. Командир «Йорка» предстал перед военным трибуналом и был осужден за неподчинение приказам и неумышленное убийство. Остатки «Йорка» были постепенно разобраны на металл, работы проводились в 1929–30, 1965 годах и завершились в 1985 году.

## Конструкция
«Йорк» был заложен под временным именем «Эрзац Дойчланд» и построен на верфи «Блом унд Фосс» в г. Гамбург под заводским номером 167. Киль крейсера был заложен в 1902 году, корпус спущен на воду 14 мая 1904 года. Работы по достройке заняли долгое время и были закончены 21 ноября 1905 года, в тот же день корабль вошёл в состав германского имперского флота. Строительство обошлось имперскому правительству в 16.241.000 золотых марок.
«Йорк» весил 9.087 тонн при постройке и 9.875 тонн при полной боевой загрузке, длина крейсера составляла 126,5 м, ширина 19,6 м, осадка 7,43 м. Двигательная установка корабля состояла из трёх вертикальных машин тройного расширения, развивавших 17.272 л. с. номинальной мощности (12.880 кВт), крейсер развивал максимальную скорость в 20, 4 узла (37,8 км/ч). Корабль нёс 1.630 тонн угля, что обеспечивало дальность плавания в 5.080 морских миль (9.410 км) на крейсерской скорости в 12 узлов (22 км/ч).
Корабль был вооружён четырьмя орудиями SK L/40 калибра 21 см (8,3 дюйма) в двух спаренных орудийных башнях, расположенных на противоположных концах надстройки. Вторичное вооружение состояло из десяти орудий SK L/40 калибра 15 см, четырнадцати орудий SK L/30 калибра 8,8 см и четырёх торпедных аппаратов калибра 45 см, установленных в корпусе под ватерлинией, один на носу, другой на корме и по одному по бортам.

## Служба
Крейсер был заложен 14 мая 1904 года и вошёл в состав флота 21 ноября 1905 года. На церемонии ввода в строй фельдмаршал Вильгельм фон Ханке произнёс речь: «…старая мудрость si vis pacem, para bellum, хочешь мира – готовься к войне…пусть машинами и орудиями «Йорка» управляют только люди с железными сердцами и железной волей, люди, не знающие других путей, чем подвергать свои жизни риску, сражаясь за могущество, величие и честь немецкого народа.» После ввода в строй «Йорк» служил в крейсерской эскадре флота. В 1908-1909 годах будущий гросс-адмирал Эрих Редер служил на крейсере штурманом. С 1 октября 1911 по 26 января 1912 капитаном корабля был Франц фон Хиппер, будущий главнокомандующий германского флота.
В начале марта 1913 года флот проводил манёвры у острова Гельголанд в Северном море. Утром 4 марта миноносец S178 выскочил из строя при волнении на море и попытался проскочить перед «Йорком». Однако его подхватила высокая волна и бросила прямо перед крейсером, который буквально разрезал его пополам. Только 13 человек из всего экипажа в 83 человека удалось выудить из бурного моря. В мае 1913 году «Йорк» вышел из состава флота и был помещён в резерв, большая часть его экипажа перешла на недавно построенный линейный крейсер «Зейдлиц». Заместитель командующего эскадрой линейных крейсеров фон Хиппер заявил: «К «Зейдлицу» перешёл отличный дух и высокая мораль от старого экипажа «Йорка». 12 августа 1914 года «Йорк» снова вошёл в состав флота и был определён в третью разведгруппу.
3 ноября «Йорк» участвовал в первой наступательной операции проведённой в ходе войны германским флотом. Крейсер вошёл в состав первой разведгруппы, состоявшей из линейных крейсеров «Зейдлиц», «Мольтке» и «Фон дер Танн» и большой броненосный крейсер «Блюхер». Первая разведгруппа под командованием контр-адмирала Хиппера получила приказ обстрелять г. Ярмут на побережье Англии. Четыре больших крейсера обстреляли порт, но добились только небольшого ущерба, минные заградители установили минные поля у берега, на котором подорвалась и утонула британская подлодка D5. Возвращаясь к Гельголандской бухте в тот же день, силы Хиппера попали в плотный туман, из-за чего корабли не смогли войти в Вильгельмсхафен. Вместо этого они пришвартовались на рейде Шиллинга. Утром 4 ноября «Йорк» попытался войти в Вильгельсхафен, но его экипаж ошибся в навигации и завёл корабль на германское оборонительное минное поле. Корабль подорвался на двух минах, перевернулся и затонул, унеся с собой множество жизней.
Точное число погибших остаётся предметом споров. В. Е. Тарант в труде Jutland: The German Perspective заявляет, что было спасено 127 человек из экипажа в 629 чел. Эрих Грёнер в труде German Warships 1815–1945 оценивает число жертв в 336 чел. Даниэль Батлер в труде «Distant Victory» отмечает, что при затоплении [крейсера] погибло около 235 чел. Norddeutsche Volksblatt заявляет о «потере свыше 300 чел.» ко времени военного трибунала по делу о затоплении, этот доклад облетел весь мир.
Командир «Йорка» капитан Пипер оказался в числе спасённых. В декабре 1914 года он предстал перед военным трибуналом и был приговорён к двум годам заключения за халатность, непослушание приказам и убийство по неосторожности. Остатки корабля были частично разделаны на металл в 1929-30 годах, в 1965 году были проведены более масштабные работы, хотя корабль не был полностью разобран (это случилось в 1982 году).